# Åbolands sjukhus
ÅUCS Åbolands sjukhus (finska: TYKS Turunmaan sairaala) är ett finländskt sjukhus i Åbo i det finländska landskapet Egentliga Finland. Sjukhuset har varit en del av Åbo universitetscentralsjukhus sedan 2020. Verksamheten på Åbolands sjukhus är tvåspråkig inom alla enheter.
År 2023 meddelade Egentliga Finlands välfärdsområde att en ny tvåspråkig vårdcentral planeras på Kaskisbacken i Åbo. Finlands Finansministeriet beviljade Egentliga Finlands välfärdsområde rätten att ta lån för sammanlagt 179,3 miljoner euro för vårdcentralen. Enligt en utredning är sjukhusbyggnaden föråldrad och i behov av en grundlig renovering.
Stiftelsen Eschnerska frilasarettet, tillsammans med C.G. Sundells stiftelse, har planer på bland annat ett seniorboende i Åbolands sjukhus. Välfärdsområdet har planer att flytta specialistsjukvården till ÅUCS och sälja sjukhuset till stiftelsen. Efter köpet skulle välfärdsområdet hyra de lokaler som de behöver för den nya tvåspråkiga vårdcentralen av den nya ägaren.

## Specialistområden
På poliklinikerna erbjuder Åbolands sjukhus följande spetskompetenser.
- internmedicinska sjukdomar
- lungsjukdomar
- pediatri
- ögonsjukdomar
- öronsjukdomar
- neurologi
- gastroenterologi

## Historia
Åbonejdens kommuner beslöt sig för att grunda Åbolands kommunalförbund för hälso- och sjukvård den 1 augusti 1950. Kommuner som grundade förbundet var Dragsfjärd, Hitis, Houtskär, Iniö, Kimito, Korpo, Nagu, Pargas och Västanfjärd. Behovet att bygga ett sjukhus för Åbolands dåvarande 40 000 invånare var klart. Möjligheten att grunda ett tvåspråkigt sjukhus var ett av de viktigaste motiven för sjukhusprojektet. Även om kommunalförbundet grundades år 1950 hade man börjat bygga sjukhuset redan år 1948.
Gert von Sydow, en läkare från Sverige som arbetade som frivillig barnläkare i Åbolands skärgårdskommuner under krigsåren, föreslog att det borde grundas en central för barnavården i Åbo med 10-12 vårdplatser. Finlands Röda Kors gick med i projektet efter kriget, men utgångspunkten var att grunda ett helt sjukhus. Snart anslöt sig även Åbolands kommuner, Folkhälsan och övriga föreningar och stiftelser i Åboland till projektet. Sjukhusprojektet fick även stöd från Sverige när Sveriges Röda Kors började samla in pengar till sjukhuset. Fram till år 1948 hade man samlat in 60 miljoner mark. Förutom Sveriges Röda Kors fick projektet pengar från Åbos vänort Göteborg och Sveriges frimurarföreningar. Åbolands kommuner bidrog med ungefär 20 miljoner mark av totalt 80 miljoner mark för sjukhuset. En del av kommunernas finansiering lånades från Sparbanken i Åbo. På grund av inflationen började man bygga sjukhuset omedelbart.
I den andra fasen, under åren 1953-1954, byggdes ett barnhem, den tvärgående delen framför gården och Sirkkalagatans vinge höjdes till tre våningar. Bryggmans plan grundades på en sjukhusenhet med 60 vårdplatser, där det fanns 18 platser för barnavdelningen, 12 för förlossningar, 15 för internmedicin och 15 för kirurgi. Totalt färdigställdes 48 vårdplatser. Dessutom fanns det utrymmen för läkarmottagningar, operationsavdelning, apotek, laboratorium, röntgenavdelning, kök, matsal och kontor. Det byggdes också bostäder för personalen på sjukhuset.